# Cristóbal Colón (1897)

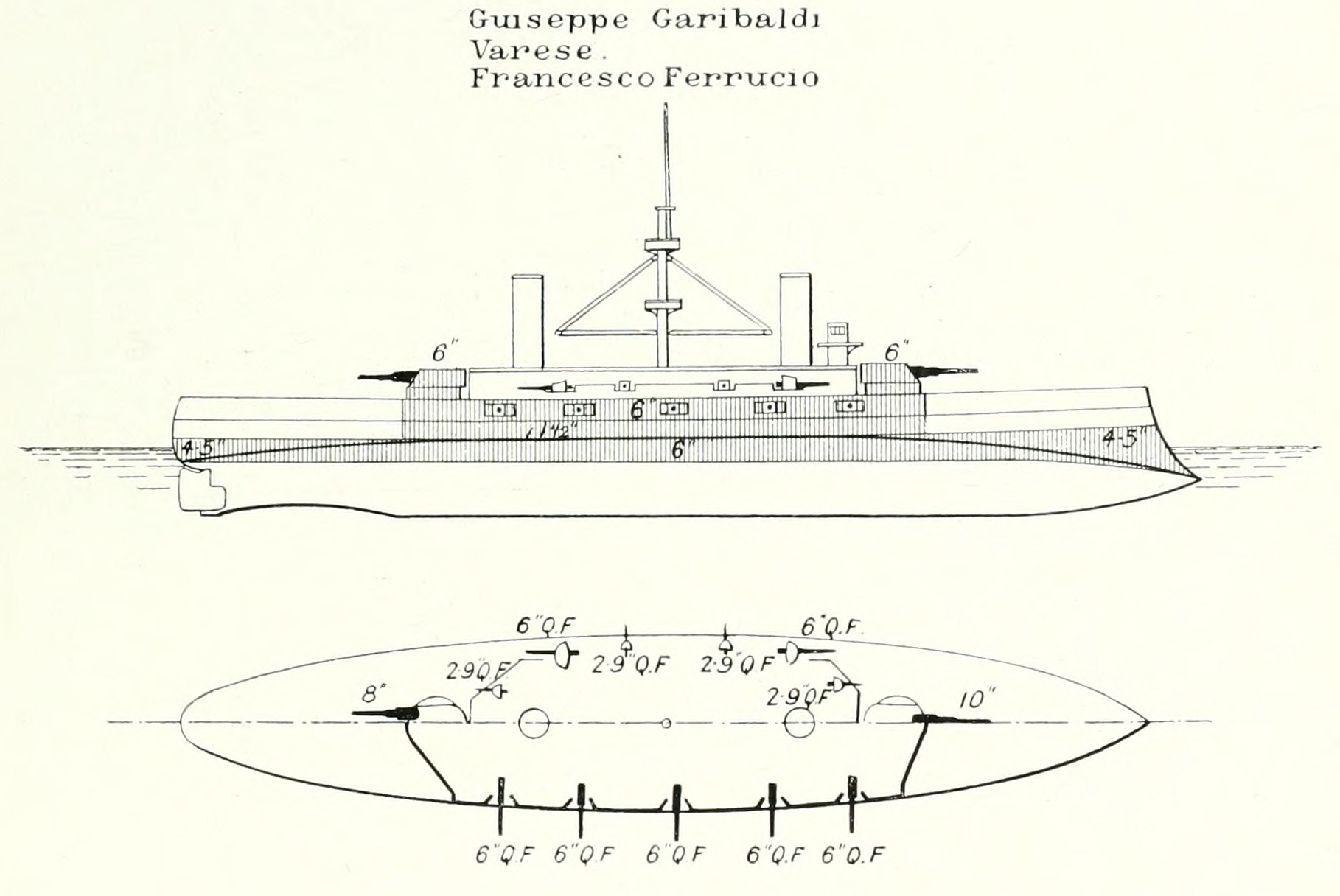
Tekening van schip van deze klasse

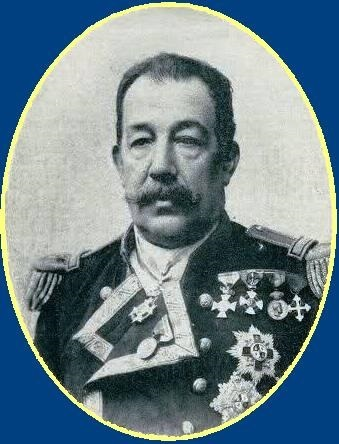
Kapitein Emilio Díaz-Moreu y Quintana

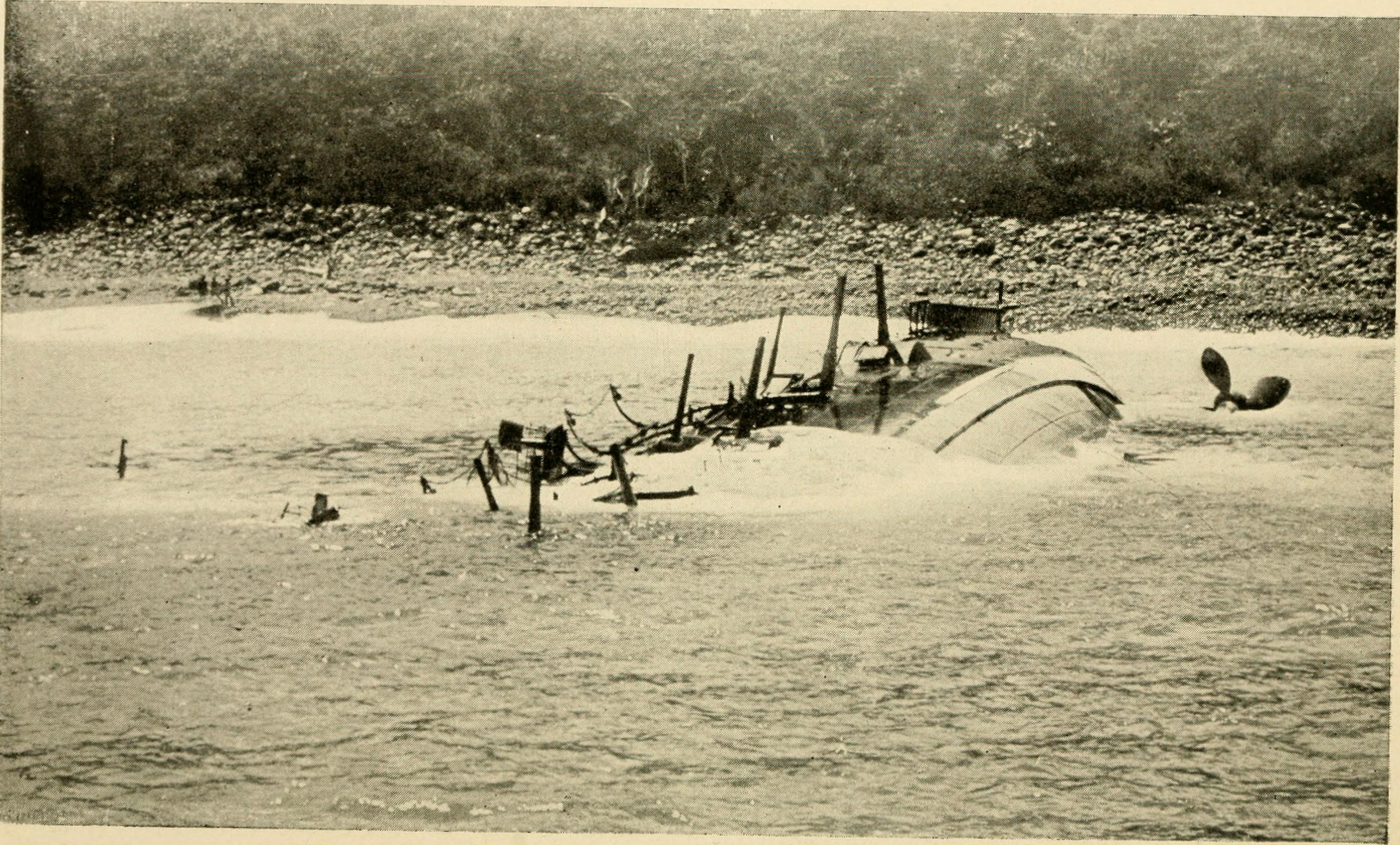
Wrak van de Cristóbal Colón voor de Cubaanse kust

De Cristóbal Colón was een Spaans pantserschip van de Giuseppe Garibaldi-klasse. Het was gebouwd in Italië en in mei 1897 verkocht aan Spanje. Het nam deel aan de Slag bij Santiago de Cuba in de Spaans-Amerikaanse Oorlog en ging daar ten onder.

## Bouw
De Cristóbal Colón werd in Italië gebouwd onder de naam Giuseppe Garibaldi, het tweede schip van de klasse met dezelfde naam. De klasse bestond uit tien schepen, waarvan er zeven aan andere landen dan Italië werden verkocht. Het ontwerp lag tussen een slagschip en kruiser in, krachtig genoeg om te functioneren als onderdeel van een gevechtsvloot en toch snel genoeg om krachtigere schepen te ontlopen. Een order voor een tweede schip, Pedro de Aragon, werd door de Spaanse marine geannuleerd.
Op de scheepswerf van Gio. Ansaldo & C. in Genua werd in 1895 de kiel gelegd en in september 1896 werd ze te water gelaten. Op 16 mei 1897 was de overdracht aan de Spaanse marine. De bestaande hoofdbewapening van 10-inch (254mm) kanonnen in twee torens, een voor en een achter, werd echter niet geaccepteerd. Ze werd overgedragen zonder deze kanonnen wat aanzienlijk afbreuk deed aan haar inzebaarheid. Nog voor de nieuwe kanonnen werden geïnstalleerd, ging ze ten onder.

## Spaans Amerikaanse oorlog
De Cristóbal Colón maakte deel uit van het 1e Squadron van de Spaanse marine toen de spanningen met de Verenigde Staten opliepen. Op 15 februari 1898 explodeerde het slagschip USS Maine in de haven van Havana. Op 29 april vertrok de Cristóbal Colón en de rest van het squadron onder bevel van vice-admiraal Cervera naar San Juan. Onderweg deden ze het Franse Martinique aan gevolgd door Curaçao om steenkolen te bunkeren. Frankrijk verbood toegang tot de haven en alleen Nederland stond een bescheiden levering van steenkool toe. Op 15 mei vertrokken de schepen weer. San Juan was inmiddels geblokkeerd door de Amerikaanse marine. De route werd verlegd naar Santiago de Cuba aan de zuidoostkust van Cuba, waar ze op 19 mei aankwamen. Het squadron bleef in de haven toen diverse Amerikaans marineschepen op 27 mei 1898 arriveerden en de haven blokkeerden.
De Cristóbal Colón werd verankerd in het toegangskanaal tussen de Baai van Santiago de Cuba en de open zee. Samen met de kustbatterijen beveiligden ze de toegang tot de haven. Op 31 mei om 14:00 uur openden de Amerikaanse slagschepen USS Iowa en USS Massachusetts en kruiser USS New Orleans het vuur. De Cristóbal Colón en de kustartillerie schoten terug. De Amerikanen hielden op met vuren om 14:10 uur en de Spanjaarden 50 minuten later. Aan beide kanten vielen geen slachtoffers mede vanwege de grote afstand waarop de schepen elkaar bestookten.
De blokkade duurde voort en af en toe beschoten de Amerikaanse schepen de Spaanse marineschepen en de kustversterkingen. Inmiddels waren Amerikaanse soldaten aan land gezet en zij trokken op naar de havenplaats. Begin juli dreigden zij de stad te veroveren. Op 1 juli besloot Cervera zijn squadron naar open zee te leiden om de blokkade te doorbreken. Cervera had besloten dat de Infanta María Teresa, met hem aan boord, het snelste Amerikaanse schip, de gepantserde kruiser USS Brooklyn, zou aanvallen. Door deze afleiding zou de rest van het squadron kunnen ontsnappen door in open zee naar het westen te varen.
Op 3 juli 1898 om ongeveer 08:45 uur vertrokken de Spaanse schepen achter elkaar in lijn. Vooraan voer de Infanta María Teresa achtereenvolgens gevolgd door de pantserkruiser Vizcaya, Cristóbal Colón, Almirante Oquendo en de torpedobootjagers Furor en Plutón. Het Amerikaanse squadron zag de Spaanse schepen naderen omstreeks 09:35 uur en de Slag om Santiago de Cuba begon.
Terwijl Infanta María Teresa en Vizcaya de USS Brooklyn aanvielen, draaiden de overige schepen naar het westen. Alleen het gewapende jacht USS Vixen blokkeerde de weg naar open zee. Het Amerikaanse squadron zette de achtervolging in. Na enkele kleine successen aan de Spaanse kant kregen de Amerikanen de overhand. Hun bewapening was superieur en ze plaatsten treffers op de Spaanse schepen. Om een volledige ondergang te voorkomen zetten de Spaanse schepen zich vast op ondiepten, als eerste de Infanta María Teresa gevolgd door de Almirante Oquendo en om 11:06 uur draaide de Vizcaya hard naar stuurboord en zette zich vast aan land.
De twee Spaanse torpedobootjagers waren inmiddels gezonken en alleen de Cristóbal Colón voer verder en leek te ontsnappen. Ze was het snelste schip van beide kanten in de strijd, was goed gepantserd en beter bewapend dan haar voormalige squadrongenoten. Ze had slechts treffers van kleine kaliber ontvangen en ze maakte 15 knopen (28 km/u). Het snelste en dichtstbijzijnde Amerikaanse schip, USS Brooklyn, lag tien kilometer achterop. Alle Amerikaanse schepen zetten de achtervolging in.
Na een uur had Cristóbal Colón veel steenkool verstookt en werd gedwongen de snelheid te verlagen. De Amerikaanse schepen liepen in en om 12:20 uur openden ze het vuur. De Spaanse kruiser werd zes keer geraakt. De voorspong was minder dan twee kilometer geworden en kapitein Emilio Díaz-Moreu y Quintana besloot dat de vlucht na 50 mijl voorbij was. Om levens van de bemanning te redden, legde hij haar op het strand aan de monding van de Turquino-rivier op zo'n 78 kilometer ten westen van Santiago. Dit gebeurde om 13:15 uur en dit was gelijk het einde van de slag.
Een aantal bemanningsleden vluchtten naar land, maar er waren Cubaanse opstandelingen in de buurt, die op de overlevenden schoten. Anderen matrozen werden opgepikt door de Amerikaanse marine. Diezelfde nacht besloot de bemanning van het reparatieschip USS Vulcan de Cristóbal Colón te bergen. Ze sleepte haar van de rotsen, maar de gaten waren onvoldoende gedicht, waardoor ze water maakte, kapseisde en zonk. Verdere plannen voor een berging zijn niet gemaakt.